# Tanjung Prapat
Tanjung Prapat is een bestuurslaag in het regentschap Batu Bara van de provincie Noord-Sumatra, Indonesië. Tanjung Prapat telt 2010 inwoners (volkstelling 2010).